# 蔡寶善

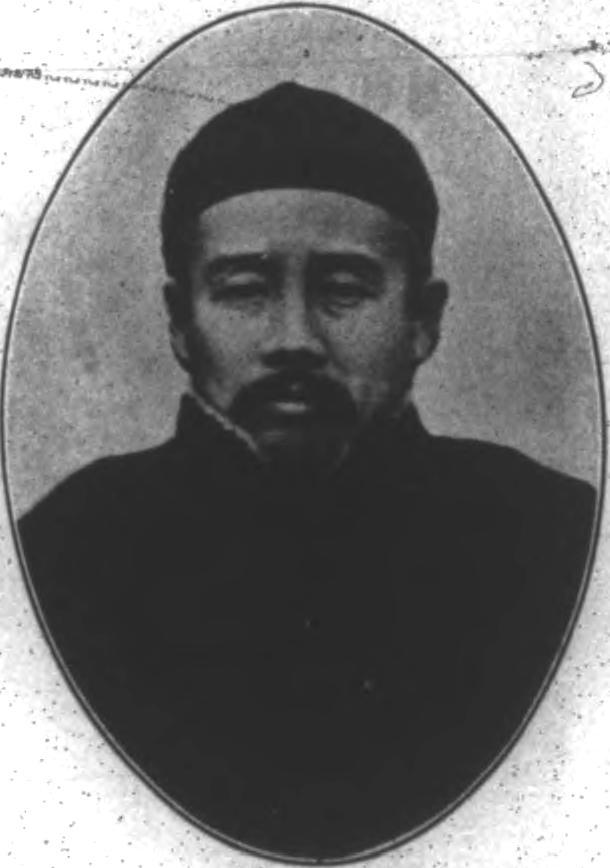
蔡宝善

蔡宝善（1869年—？）字孟庵，号师愚，浙江德清人。清末民初政治人物。

## 生平
蔡宝善是光绪二十九年经济特科进士。
中华民国成立后，1915年任北京政府肃政厅肃政史，1918年任江苏省政务厅厅长。

## 著作
- 一粟庵词集